# USA:s Grand Prix West 1976
USA:s Grand Prix West 1976 var det tredje av 16 lopp ingående i formel 1-VM 1976. Detta var det första USA:s Grand Prix West.

## Resultat
1. Clay Regazzoni, Ferrari, 9 poäng
2. Niki Lauda, Ferrari, 6
3. Patrick Depailler, Tyrrell-Ford, 4
4. Jacques Laffite, Ligier-Matra, 3
5. Jochen Mass, McLaren-Ford, 2
6. Emerson Fittipaldi, Fittipaldi-Ford, 1
7. Jean-Pierre Jarier, Shadow-Ford
8. Chris Amon, Ensign-Ford
9. Carlos Pace, Brabham-Alfa Romeo
10. Ronnie Peterson, Theodore (March-Ford)

### Förare som bröt loppet
- Alan Jones, Surtees-Ford (varv 70, för få varv)
- John Watson, Penske-Ford (69, för få varv)
- Jody Scheckter, Tyrrell-Ford (34, upphängning)
- Tom Pryce, Shadow-Ford (32, bakaxel)
- Mario Andretti, Parnelli-Ford (15, vattenläcka)
- James Hunt, McLaren-Ford (3, olycka)
- Hans-Joachim Stuck, Theodore (March-Ford) (2, olycka)
- Vittorio Brambilla, March-Ford (0, olycka)
- Carlos Reutemann, Brabham-Alfa Romeo (0, olycka)
- Gunnar Nilsson, Lotus-Ford (0, upphängning)

### Förare som ej kvalificerade sig
- Michel Leclère, Williams (Wolf-Williams-Ford)
- Ingo Hoffman, Fittipaldi-Ford
- Arturo Merzario March-Ford
- Bob Evans, Lotus-Ford
- Jacky Ickx, Williams (Wolf-Williams-Ford)
- Harald Ertl, Hesketh-Ford
- Brett Lunger, Surtees-Ford